# Saint-Rémy, Saône-et-Loire
Saint-Rémy är en kommun i departementet Saône-et-Loire i regionen Bourgogne-Franche-Comté i östra Frankrike. Kommunen ligger i kantonen Chalon-sur-Saône-Sud som tillhör arrondissementet Chalon-sur-Saône. År 2022 hade Saint-Rémy 6 476 invånare.

## Befolkningsutveckling
Antalet invånare i kommunen Saint-Rémy
| Referens: INSEE |